# FitzJames

Stemma dei FitzJames, duchi di Berwick, di Fitz-James e di Alba

Il casato di FitzJames (o casato di FitzJames-Stuart) è una casata nobiliare di origine scozzese fondata da James FitzJames, I duca di Berwick, figlio illegittimo di Giacomo II & VII, re d'Inghilterra, Scozia e Irlanda, un sovrano del casato degli Stuart. Dopo la rivoluzione del 1688, il Duca di Berwick seguì suo padre in esilio e gran parte della storia della famiglia da allora è stata in Spagna e Francia, con diversi membri della casata per prestarono servizio militare.

## Rami
La casata è divisa in due rami. Il principale detiene il titolo di duca di Berwick e risiede in Spagna, è il risultato del matrimonio del I duca con lady Honora Burke. Questa linea ha raccolto molti titoli nel corso della sua storia, compresi alcuni grandato di Spagna, con alcuni incarichi come ambasciatore e miliari.
La linea secondaria è associata alla Francia e deriva dal secondo matrimonio del I duca con un'altra nobildonna inglese, Anne Bulkeley. Questo ramo detiene il titolo di duca di Fitz-James, che si è estinto nel 1967 alla morte di Jacques de Fitz-James, X duca di Fitz-James (1886–1967). Probabilmente il membro più noto del ramo francese fu Édouard de Fitz-James, VI duca di Fitz-James (1776–1838), un ultrarealista che scappò in Italia dopo la rivoluzione francese e vi ritornò intorno all'epoca della restaurazione borbonica, dopo di che divenne un importante politico. Sua zia Laura Fitzjames (1744-1814), moglie del principe di Chimay, fu una figura importante alla Corte francese come dama d'onore della regina Maria Antonietta d'Asburgo-Lorena e una delle sue migliori amiche.

## Duchi di Berwick
| Ordinale | Nome             | Ritratto | Periodo   | Nascita        | Ascendenza                                                | Matrimoni                              | Morte                    |
| -------- | ---------------- | -------- | --------- | -------------- | --------------------------------------------------------- | -------------------------------------- | ------------------------ |
| I        | James Fitz-James |          | 1687–1695 | 21 agosto 1670 | padre: Giacomo II d'Inghilterra madre: Arabella Churchill | (I) Honora de Burgh (II) Anne Bulkeley | 12 giugno 1734 (63 anni) |

## Duchi giacobiti di Berwick (linea Inghilterra)
| Ordinale | Nome                              | Ritratto | Periodo   | Nascita          | Ascendenza                                                                      | Matrimoni                                | Morte                       |
| -------- | --------------------------------- | -------- | --------- | ---------------- | ------------------------------------------------------------------------------- | ---------------------------------------- | --------------------------- |
| I        | James Fitz-James                  |          | 1695–1734 | 21 agosto 1670   | padre: Giacomo II d'Inghilterra madre: Arabella Churchill                       | (I) Honora de Burgh (II) Anne Bulkeley   | 12 giugno 1734 (63 anni)    |
| II       | James Fitz-James                  |          | 1734–1738 | 21 ottobre 1696  | padre: James Fitz-James (I) madre: Honora de Burgh                              | Catalina Ventura Colón                   | 2 giugno 1738 (41 anni)     |
| III      | James Fitz-James                  |          | 1738–1785 | 28 dicembre 1718 | padre: James Fitz-James (II) madre: Catalina Ventura Colón                      | Maria Teresa de Silva                    | 30 settembre 1785 (66 anni) |
| IV       | Carlos Fitz-James Stuart          |          | 1785–1787 | 25 marzo 1752    | padre: James Fitz-James (III) madre: Maria Teresa de Silva                      | Caroline zu Stolberg-Gedern              | 7 settembre 1787 (35 anni)  |
| V        | Jacobo Fitz-James Stuart          |          | 1787–1794 | 25 febbraio 1773 | padre: Carlos Fitz-James Stuart madre: Caroline zu Stolberg-Gedern              | Maria Tèresa de Silva y Palafox          | 3 aprile 1794 (21 anni)     |
| VI       | Jacobo José Fitz-James Stuart     |          | 1794–1795 | 3 gennaio 1792   | padre: Jacobo Fitz-James Stuart (V) madre: Maria Tèresa de Silva y Palafox      | –                                        | 5 gennaio 1795 (3 anni)     |
| VII      | Carlos Miguel Fitz-James Stuart   |          | 1795–1835 | 19 maggio 1794   | Jacobo Fitz-James Stuart (V) madre: Maria Tèresa de Silva y Palafox             | Rosalia Ventimiglia di Grammonte         | 7 ottobre 1835 (41 anni)    |
| VIII     | Jacobo Fitz-James Stuart          |          | 1835–1881 | 3 giugno 1821    | padre: Carlos Miguel Fitz-James Stuart madre: Rosalia Ventimiglia di Grammonte  | María Francisca de Sales de Portocarrero | 10 luglio 1881 (60 anni)    |
| IX       | Carlos Fitz-James Stuart          |          | 1881–1901 | 4 dicembre 1849  | padre: Jacobo Fitz-James Stuart madre: María Francisca de Sales de Portocarrero | María del Rosário Falcó y Osório         | 15 ottobre 1901 (51 anni)   |
| X        | Jacobo Fitz-James Stuart          |          | 1901–1953 | 17 ottobre 1878  | padre: Carlos Fitz-James Stuart madre: María del Rosário Falcó y Osório         | María del Rosario de Silva y Gurtubay    | 24 settembre 1953 (74 anni) |
| XI       | Fernando Fitz-James Stuart        |          | 1953–1970 | 24 gennaio 1922  | padre: Hernando Fitz-James Stuart madre: Carmen de Saavedra                     | María Isabel Gómez y Ruíz                | 20 luglio 1970 (48 anni)    |
| XII      | Jacobo Hernando Fitz-James Stuart |          | dal 1970  | 15 novembre 1947 | padre: Fernando Fitz-James Stuart madre: María Isabel Gómez y Ruíz              | Marta Gómez-Acebo Calonje                | vivente                     |

## Duchi giacobiti di Berwick (linea Spagna)
| Ordinale | Nome                          | Ritratto | Periodo   | Nascita        | Ascendenza                                                                   | Matrimoni                                                                   | Morte                       |
| -------- | ----------------------------- | -------- | --------- | -------------- | ---------------------------------------------------------------------------- | --------------------------------------------------------------------------- | --------------------------- |
| XI       | Cayetana Fitz-James Stuart    |          | 1953–2014 | 28 marzo 1926  | padre: Jacobo Fitz-James Stuart madre: María del Rosario de Silva y Gurtubay | (I) Luis Martínez de Irujo (II) Jesús Aguirre (III) Alfonso Díez Carabantes | 20 settembre 2014 (88 anni) |
| XII      | Carlos Juan Fitz-James Stuart |          | dal 2014  | 2 October 1948 | padre: Luis Martínez de Irujo y Artázcoz madre: Cayetana Fitz-James Stuart   | Matilde de Solís-Beaumont y Martínez-Campos                                 | vivente                     |

## Duchi di Fitz-James, 1710—1967
| Dal  | al   | Duca di Fitz-James                                        | Rapporto con il predecessore                    |
| ---- | ---- | --------------------------------------------------------- | ----------------------------------------------- |
| 1710 | 1718 | James FitzJames, I duca di Berwick (1670-1734)            | Primo duca                                      |
| 1718 | 1721 | Henry James Fitz-James, II duca di Fitz-James (1700-1721) | Figlio del duca di Berwick                      |
| 1721 | 1764 | François de Fitz-James (1709-1764)                        | Fratello di Henry James                         |
| 1764 | 1787 | Charles de Fitz-James (1712-1787)                         | Fratello di Henry James Fitz-James e François   |
| 1787 | 1805 | Jacques Charles de Fitz-James (1743-1805)                 | Figlio di Charles de Fitz-James                 |
| 1805 | 1838 | Édouard de Fitz-James (1776-1838)                         | Figlio di Jacques Charles de Fitz-James         |
| 1838 | 1846 | Jacques Marie Emmanuel de Fitz-James (1803-1846)          | Figlio di Édouard de Fitz-James                 |
| 1846 | 1906 | Édouard Antoine Sidoine de Fitz-James (1828-1906)         | Figlio di Jacques Marie Emmanuel de Fitz-James  |
| 1906 | 1944 | Jacques Gustave Sidoine de Fitz-James (1852-1944)         | Figlio di Édouard Antoine Sidoine de Fitz-James |
| 1944 | 1967 | Jacques de Fitzjames (1886-1967)                          | Cugino di Jacques Gustave Sidoine de Fitz-James |

## Genealogia parziale
James FitzJames, I duca di Berwick (21 agosto 1670 - 12 giugno 1734), figlio illegittimo di Giacomo II d'Inghilterra e Arabella Churchill - sposò il 26 marzo 1695 Honora Bourke (1674 - 16 gennaio 1697); sposò il 18 aprile 1700 Ann Bulkeley (1675 - 1751):
1. (I) James FitzJames, II duca di Berwick - discendenza vedi sotto: Linea duchi di Berwick
2. (II) Jacques Fitzjames (1702 - 1721)
3. Henriette (16 settembre 1705 - 3 settembre 1739) - sposò il 7 novembre 1722 Louis de Clermont-d'Amboise (1702 - 1761): con discendenza;
4. François (9 gennaio 1709 - 19 luglio 1764),
5. Laure Anne (1711 - 1766) - sposò Joachim-Louis de Montagu, marchese di Bouzols
6. Henri (1711–1731), colonnello del reggimento di Berwick di fanteria irlandese;
7. Charles (4 novembre 1712 - 22 marzo 1787) - sposò il 1 febbraio 1741 Victoire Goyon de Matignon (9 agosto 1722 - 2 luglio 1777):
  1. Anne Marie (1741 - 1742)
  2. Jacques-Charles (26 novembre 1743 - 11 agosto 1805) - sposò il 26 dicembre 1768 Marie Sophie Claudine de Thyard de Bissy (? - 10 giugno 1812):
    1. Henriette Victoire (1770 - 1809) - sposò nel 1784 Charles François Armand de Maillé de La Tour-Landry (1770 - 1837): con discendenza;
    2. una figlia (1771)
    3. Charles (1773)
    4. Edouard (10 gennaio 1776 - 11 novembre 1838) - sposò Elisabeth Alexandrine le Vassor de la Touché de Longpré (1775 - 1816):
      1. Antoinette Alexandrine Claudine (6 ottobre 1799 - 4 novembre 1837)
      2. Jacques Marie Emanuel, VII duca de Fitz-James (18 aprile 1803 - 10 giugno 1846) - sposò Marguerite Claire de Marmier (1807 - 1888):
        1. Jacqueline Arabella (25 febbraio 1827 - 22 gennaio 1903) - sposò Scipione Salviati (23 giugno 1823 - 15 giugno 1892)
        2. Edouard Antoine Sidoine, VIII duca de Fitz-James (21 giugno 1828 - 23 settembre 1906) - sposò Augusta Maria Margareta Löwenhielm (6 luglio 1830 - 19 marzo 1915):
          1. Jacques Gustave Sidoine, IX duca (10 febbraio 1852 - 12 marzo 1944) - sposò Emma Maria Gandouard de Magny (8 novembre 1846 - 27 novembre 1919):
            1. Jacques Charles Edouard, X duca (1886 - 1967)

          2. Françoise Marie Charlotte (22 agosto 1853 - 16 dicembre 1917) - sposò il conte Eléonor Henri Jacques Élisabeth De Turenne d'Aynac (3 settembre 1844 - 10 novembre 1913): con discendenza;
          3. Marie Yolande Cassaigne (28 maggio 1855 - 16 agosto 1925) - sposò il conte Alfred Georges Henri de Cassagnes de Beaufort e poi il visconte Georges Marie Louis Léon de Vaulchier: con discendenza;
          4. Henri Marie (25 gennaio 1857 - 29 agosto 1924)

        3. Gabrielle Lara (1830 - 1846)
        4. Charlotte Marie (5 marzo 1831 - 3 febbraio 1905) - sposò Etienne-Charles de Gontaut-Biron (5 luglio 1818 - 9 gennaio 1871): con discendenza;
        5. Henri (1834 - ?)
        6. Marie Antoinette (8 giugno 1837 - 22 gennaio 1865) - sposò il barone Athanase de Charrette de la Contrie (18 settembre 1832 - 9 ottobre 1911)
        7. Charles Gaston (13 aprile 1840 - 18 novembre 1894) - sposò Fanny Marie Barron (17 luglio 1862 - 31 gennaio 1896):
          1. Jacques, duca

        8. Louis (1846 - ?)

      3. Henri Charles (7 marzo 1805 - 28 marzo 1883) -
      4. Charles François Henri (7 marzo 1805 - 28 marzo 1883) - sposò Cécile Marie Emilie Charlotte de Poilly (15 ottobre 1814 - 22 ottobre 1856):
        1. Jacques Charles Edouard (3 febbraio 1834 - 30 novembre 1913) - sposò Marie Madeleine Adèle Doulong de Rosnay (25 giugno 1845 - 30 novembre 1913):
          1. Etienne (24 dicembre 1878 - 27 agosto 1908)
          2. Edouard (8 ottobre 1880 - 26 marzo 1914) - sposò Sylviane Finot (28 febbraio 1884 - 9 maggio 1913):
            1. Hélène (25 aprile 1906 - ?) - sposò il conte Louis Coeur Marie Joseph de Cassagnes de Beaufort de Miramon-Pesteils (24 aprile 1901 - 16 agosto 1941): con discendenza;

        2. Robert (25 giugno 1835 - 23 settembre 1900) - sposò Rosa von Gutmann (19 febbraio 1862 - 1930)
        3. Elisabeth (1836 - 6 giugno 1866) - sposò il marchese Christian de Biancourt
        4. David Hervé (1 febbraio 1840 - 20 giugno 1891)
        5. François (1843 - 1880)

  3. Laure Auguste (1744 - 1804) - sposò il 28 settembre 1762 Philippe Gabriel de Hénin-Liétard (1736 † 1802)
  4. Adélaide (1746 - 1747)
  5. Charles Ferdinand (nato il 7 settembre 1747);
  6. Edouard Henri (22 settembre 1750 - 1º dicembre 1823), cavaliere, poi conte di Fitz-James, colonnello del reggimento di Berwick (giugno 1758), colonnello (1773), brigadiere degli eserciti del re (gennaio 1784), feldmaresciallo (9 marzo 1788), tenente generale (1815);
  7. Emilie (1753 - ?)
8. Marie Emilie (1715 - 1770) -  sposò François-Marie de Pérusse, conte des Cars;
9. Édouard (1716–1758);
10. Anne-Sophie (1718–1763), religiosa.

### Duchi di Berwick
James FitzJames, II duca di Berwick (21 ottobre 1696 - 2 giugno 1738), duca di Liria e Jérica - sposò il 31 dicembre 1712 Catalina Ventura Colón de Portugal y Ayala, IX duchessa de Veragua (16 luglio 1690 - 3 ottobre 1739):
1. Jacobo Francisco Eduardo (28 dicembre 1718 - 30 settembre 1785) - sposò il 26 luglio 1738 Maria Teresa de Silva y Alvarez de Toledo (6 gennaio 1716 - 5 maggio 1790):
  1. Catalina (26 luglio 1738 - 5 maggio 1790)
  2. María Teresa - sposò il conte Carl Heinrich van Hartman: con discendenza;
  3. Raimundo
  4. Carlos Bernando Pascal Januario, IV duca di Berwick (25 marzo 1752 - 17 settembre 1787) - sposò il 9 ottobre 1771 Carolina Augusta zu Stolberg-Gedern (10 febbraio 1755 - 15 marzo 1828):
    1. Jacobo Felice Carlos Pascual Cayetano Vicente, V duca di Berwick (23 febbraio 1773 - 3 aprile 1794) - sposò il 24 gennaio 1790 María Teresa Silva Fernández de Híjar de Palafox (10 marzo 1772 - 29 aprile 1818):
      1. Jacobo José Maria (3 gennaio 1792 - 5 gennaio 1795)
      2. Carlos Miguel Felipe Maria FitzJames Stuart, XIV duca d'Alba (19 maggio 1794 - 7 ottobre 1835) - sposò Rosalía Ventimiglia y Moncada, principessa di Grammonte (16 agosto 1798 - 4 marzo 1868):
        1. Jacobo FitzJames Stuart, XV duca d'Alba (3 giugno 1821 - 10 luglio 1881) - sposò il 16 febbraio 1844 María Francisca de Sales de Portocarrero (29 gennaio 1825 - 16 settembre 1860):
          1. Carlos FitzJames Stuart, XVI duca d'Alba (4 dicembre 1849 - 15 ottobre 1901) - sposò nel 1877 Maria del Rosario Falcò y Osorio, XXI contessa di Siruela (1 ottobre 1854 - 27 marzo 1904):
            1. Jacobo FitzJames Stuart, XVII duca d'Alba (17 ottobre 1878 - 24 settembre 1953) - sposò il 7 ottobre 1920 María del Rosario de Silva y Gurtubay, IX marchesa di San Vicente del Barco (, 4 aprile 1900 - , 11 gennaio 1934):
              1. Maria del Rosario Cayetana (28 marzo 1926 - 20 novembre 2014) - sposò il 12 ottobre 1947 Luis Martínez de Irujo (1919 - 1972); sposò il 16 marzo 1978 Jesús Aguirre y Ortiz de Zárate (1934–2001); sposò il 5 ottobre 2011 Alfonso Diez Carabantes (15 novembre 1950):
                1. (I) Carlos Juan (2 ottobre 1948), XIX duca d'Alba - ha sposato il 18 giugno 1988 Matilde de Solís-Beaumont y Martínez de Campos:
                  1. Fernando Juan, XXVII duca di Huescar (1990) - ha sposato nel 2018 Sofía Palazuelo Barroso:
                    1. Rosario (2020)
                    2. Sofia (2023)

                  2. Carlos, XXII conte di Osorno (1991) - ha sposato nel 2021 Belén Corsini de Lacalle.

                2. Alfonso (22 ottobre 1950), duca di Hijar - ha sposato il 4 luglio 1977 María de la Santísima Trinidad de Hohenlohe-Langenburg (8 aprile 1957), divorziando nel 1987:
                  1. Luis, XIX duca di Aliaga (29 maggio 1978) - ha sposato il 1 ottobre 2016 Adriana Marín Huarte:
                    1. Mencia (2018)

                  2. Javier, XX marchese di Almenara (9 gennaio 1981) - ha sposato il 20 settembre 2008 Inés Domecq y Fernández-Govantes (1983):
                    1. Sol (2011)
                    2. Alfonso (2013)

                3. Jacobo (15 luglio 1954), XXIV conte di Siruela - sposò il 1 novembre 1980 Maria Eugenia Fernandez de Castro y Fernandez-Shaw, divorziando nel 1990; ha sposato nel 2004 Inka Marti (6 gennaio 1964):
                  1. Jacobo
                  2. Brianda

                4. Fernando (11 luglio 1959), XII marchese de San Vicente del Barco -
                5. Cayetano Luis (4 aprile 1963), IV duca di Arjona - ha sposato il 15 ottobre 2005 Genoveva Casanova Gonzalez-Reinmann (8 novembre 1976), divorziando nel 2007:
                  1. Luis (25 luglio 2001)
                  2. Amina (25 luglio 2001)

                6. María Eugenia Brianda Timotea Cecilia (26 novembre 1968), duchesse de Montoro - ha sposato il 23 ottobre 1998, dichiarato nullo, Francisco Rivera Ordonez (3 gennaio 1974):
                  1. Cayetana (16 ottobre 1999)

            2. Eugenia Sol Maria del Pilar (8 gennaio 1880 - 4 marzo 1962), XX contessa de Teba - sposò Juan Manuel Mitjáns y Manzanedo, II duca de Santoña (8 agosto 1865 - 10 settembre 1929): con discendenza;
            3. Hernando Carlos Maria Teresa (3 novembre 1882 - 7 novembre 1936) - sposò Maria del Carmen de Saavedra y Collado (21 luglio 1897 - 23 aprile 1967):
              1. Fernando Alfonso (24 gennaio 1922 - 20 luglio 1970)

          2. Maria de la Asuncion Rosalia (17 agosto 1851 - 14 settembre 1927) - sposò José Mesía del Barco y Gayoso de los Cobos, IV duca de Tamames (1853 - 1917): con discendenza;
          3. Maria Luisa (19 ottobre 1853 - 9 febbraio 1876)

        2. Enrique (1826 - 1882)
        3. Luis Fernando (1833 - 1836)

    2. Maria Francisca Ferdinanda Anna Teresa (22 marzo 1775 - 28 settembre 1852) - sposò Agustin Pedro González Telmo Fernández de Híjar y Palafox, X duca de Hijar (14 aprile 1773 - 12 dicembre 1817): con discendenza;
2. Pedro (6 novembre 1720 - 23 luglio 1791)
3. Catalina (21 aprile 1723 - 1 luglio 1734)
4. Ventura Antonio (21 aprile 1724 - ?) - sposò Maria Josefa Gagival Monserrat:
  1. Mariano Jacobo (1755 - ?)
  2. Jacobo
5. Maria de Guadalupe (3 maggio 1725 - 11 dicembre 1750) - sposò Francesco Maria II Pico della Mirandola